# 이석용 (정치인)
이석용(李奭鎔, 1938년 4월 26일~2013년 8월 20일)은 대한민국의 정치인으로, 대한민국 제5공화국에서 제11대 국회의원(1981. 4.~1985. 4.)을 지냈으며, 경기도 안양시장(1995. 7.~1999. 2.)을 지냈다.

## 학력
- 시흥 안양국민학교 졸업
- 경기중학교 졸업
- 경기고등학교 졸업
- 서울대학교 법과대학 졸업

## 약력
- 한남전자사장
- 대우전자주식회사 대표이사 사장
- 한국중공업부사장
- 한일의원명맹대표
- 민한당법령정비특위위원
- 정책심의회부의장
- 민주당대표최고위원 비서실장
- 초대ㆍ2대 민선 안양시장

## 역대 선거 결과
|  | 23.84% |

|  | 17.16% |

|  | 22.18% |

|  | 35.31% |

|  | 48.17% |

|  | 47.39% |